# تقانة طبية
تعرّف منظمة الصحة العالمية التقانة الطبية بأنها «تطبيق المعرفة المنظمة والمهارات لتطوير الأجهزة والأدوية واللقاحات والعمليات والأنظمة بهدف حلّ المشكلات الصحية وتحسين جودة الحياة». تشمل التقانة الطبية المستحضرات الصيدلانية والأجهزة والعمليات والنظم التنظيمية المستخدمة في مجال الرعاية الطبية، بالإضافة إلى نظم المعلومات بوساطة الحاسوب. تشمل هذه التقنيات في الولايات المتحدة الأجسام المادية المعيارية، بالإضافة إلى السبل والطرق الاجتماعية المصممة لمعالجة المرضى أو توفير الرعاية لهم.

## عصر ما قبل الرقمنة
في الفترة السابقة للتطور الرقمي، عانى المرضى من الأنظمة والعمليات والظروف السريرية الضعيفة وغير الفعالة. وقعت الكثير من الأخطاء الطبية في الماضي جراء التقنيات الصحية غير المتطورة. تُعدّ التأثيرات الدوائية الضارة وحالة إجهاد التنبيه أمثلة عن تلك الأخطاء الطبية. يحدث إجهاد التنبيه عندما يتكرر الإنذار أو المنبه فيصبح المرء أقل حساسية تجاه المنبه. لم يلق إجهاد التنبيه اهتمام الممرضين والممرضات، والسبب هو أن بعض المنبهات ناجمة -في بعض الأحيان- عن أحداث غير مهمة في الماضي. يُعد إجهاد التنبيه حالة خطيرة لأنها قد تسبب الوفاة أو تضع المرء في مواقف خطيرة. تزامنًا مع التطور التقني، طُور برنامج ذكي من التكامل والفهم الفيزيولوجي، ما ساهم في تقليص عدد التنبيهات أو الإنذارات الكاذبة.
أدى الاستثمار الكبير في التقنيات الطبية إلى تقليص عدد الأخطاء الطبية أيضًا. استُبدلت السجلات الورقية التي ولّى زمانها بسجلات صحية إلكترونية في العديد من منظمات الرعاية الصحية. وفقًا للدراسات، جلب التغيير السابق كثيرًا من التغييرات إلى قطاع الرعاية الصحية. تحسّنت أيضًا إدارة الدواء، وبات بإمكان مقدمي الرعاية الصحية الوصول إلى المعلومات الطبية بسهولة، وتوفير علاجات أفضل وذات نتائج أسرع، بالإضافة إلى توفير المزيد من النفقات.

## التحسّن
أقر الكونغرس الأمريكي قانون هايتك HITECH المندرج تحت قانون الانتعاش وإعادة الاستثمار الأمريكي لعام 2009 بهدف الحثّ على تبني تقانة المعلومات في مجال الصحة وتوسيع نطاقها. وHITECH هو اختصار لـ«قانون تقانة المعلومات الصحية للصحة السريرية والاقتصادية». منح القانون السابق إدارة الخدمات الصحية والإنسانية السلطة اللازمة لتحسين جودة الرعاية الصحية وكفاءتها عبر ترويج ودعم تقانة المعلومات الصحية. يطرح القانون على المنظمات حوافزًا مالية، أو يفرض عليها غرامات مالية، لتحفيز مقدمي الرعاية الصحية بهدف تحسين الخدمة المقدمة. كان الهدف من القانون تحسين جودة وأمان وكفاءة الرعاية الصحية، وبالتالي تقليص فجوة التفاوت الصحي في نهاية المطاف.
يُعد تحديد متطلبات الاستخدام الهادف أحد الأجزاء الرئيسة من قانون هايتك، وهو الذي يفرض على السجلات الطبية الإلكترونية إمكانية السماح بتبادل المعلومات الصحية رقميًا ورفع المعلومات السريرية. الهدف من قانون هايتك هو ضمان المشاركة الآمنة للمعلومات الإلكترونية مع المرضى والأطباء السريريين الآخرين. سعى القانون أيضًا إلى مساعدة مقدمي الرعاية الصحية في إجراء العمليات بكفاءة أعلى، وتقليص عدد الأخطاء الطبية. تألّف البرنامج من 3 أطوار. هدف الطور الأول إلى تحسين جودة الرعاية الصحية والأمان والكفاءة. بينما انطلق الطور الثاني من الطور الذي سبقه، وتوسّع ليركّز على العمليات السريرية وضمان الاستخدام الموجّه للسجلات الطبية الإلكترونية. وأخيرًا، ركّز الطور الثالث على استخدام تكنولوجيا السجل الطبي الإلكتروني الموثق CEHRT لتحسين المخرجات الصحية.
في عام 2014، ارتقى مستوى تطبيق السجلات الإلكترونية في مستشفيات الولايات المتحدة من نسبة 10% المتدنية إلى نسبة 70% المرتفعة.
في بداية عام 2018، احتاج مقدمو الرعاية الصحية، الذين شاركوا في برنامج العناية الطبية لترويج التوافق التشغيلي، إلى الإبلاغ عن متطلبات برنامج بدل الجودة. ركّز البرنامج على التوافق التشغيلي إلى حدّ كبير، وسعى إلى تحسين وصول المرضى إلى المعلومات الصحية.

## أجهزة طبية

### السونار (الاشعة فوق الصوتية)
أصبح من الممكن رؤية الجنين داخل بطن امه في مراحل تكوينه الأول، وذلك من خلال أجهزة طبية تعتمد على الموجات فوق الصوتية، لتظهر الصورة على شاشة تشبه التلفزيون، ومن الممكن مع التطور الهائل إجراء عمليات معقدة داخل رحم الام للجنين، وتطلب ذلك تصنيع أدوات جراحية غاية في الدقة، حتى يمكن استخدامها في علاج الأجنة، ولم يتوقف استخدام الأشعة فوق الصوتية عند هذا الحد، وإنما يتم استخدامه أيضا في تشخيص عدد من الامراض داخل جسم الإنسان.
توجد الآن أجهزة السونار بأبعاد ثلاثية ورباعية والفارق بين الإثنين هو البعد الرابع أي الزمن أي الأولى تظهر صور مجسمة للطفل داخل الرحم والاخر تكون مقاطع فيديو تظهر صورة مجسمة متحركة للطفل.

### طب الأجهزة التعويضية

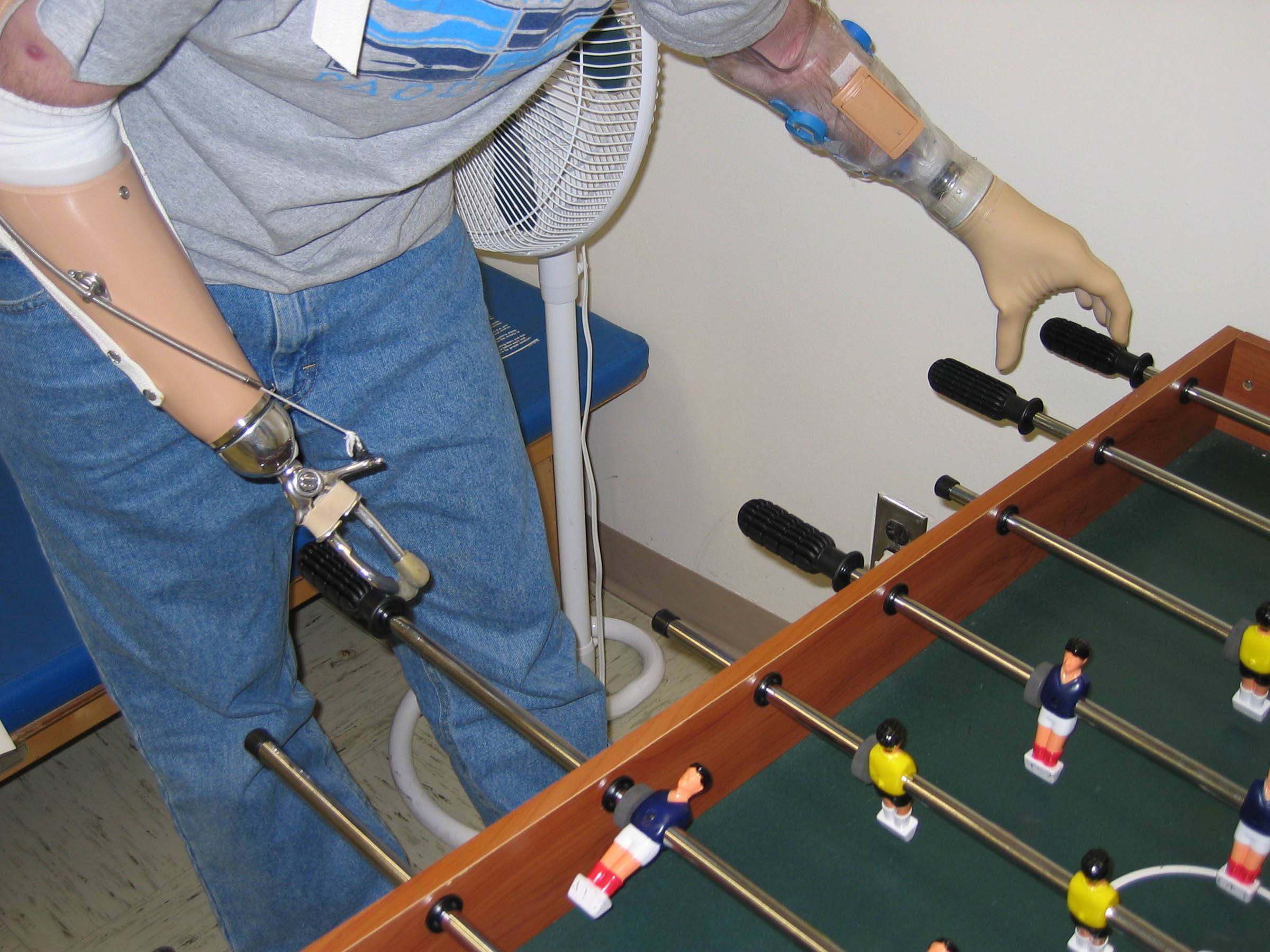
جندي أمريكي سابق يلعب بذراعين صناعيين

كذلك تطور مجال الأجهزة التعوضية تطورا كبيرا، إذ أصبح من الممكن تعويض الإنسان بأطراف صناعية لمن يحتاج إليها، وقد شاهدنا ذلك في دورة الألعاب الأولمبية سيدنى 2000 لذوي الاحتياجات الخاصة، كذلك تقدمت صناعة السماعات لضعاف السمع، والنظارات الطبية والعدسات لضعاف البصر، وتعتمد هذه الأجهزة في تصميمها على محاكاة النظم الفرعية في جسم الإنسان.

### العلاج بالليزر
و من أهم المستحدثات التقنية في مجال الطب، اكتشاف اشعة الليزر، واستخدامها في مجال الطب، وقد ساعد ذلك الاطباء على إجراء عمليات بدون جراحات، وبسرعة فائقة، لا تتعدى دقائق قليلة، مثل عمليات الحصوات في الكلى.
كذلك تستطيع أشعة الليزر تصوير اجزاء داخل جسم الإنسان بدقة بالغة، وتساهم في تحديد الكسور داخل العظام، وعلاجها وتقوم بتحديد الاجزاء التالفة في المخ بدقة في حالة عمل اشعة مقطعية على المخ، وفي جراحات تجميل الجلد (الحروق) وفي جراحات العين وعلاجها، وتقويم النظر والسمع

### الطب الرياضي
تطور الطب الرياضى تطورا مذهلا في علاج المصابين الرياضيين أو إعدادهم بدنيا داخل الملاعب الرياضية المختلفة، وذلك في اقل وقت ممكن عن طريق استخدام مجموعة من الأجهزة والمعدات الرياضية الحديثة، وإجراء العمليات الدقيقة بها، وكذلك ساعدت التقنية في تصنيع إدوات لوقاية إجزاء الجسم أثناء ممارسة الرياضة، وحماية الاجزاء المعرضة للإصابة أو الضرر، مثل:نظارات الغوص وواقى الساق وواقى الرأس.

### التحاليل
أسهمت التقنية في تقدم هذا العلم، مما يساعد على الاكتشاف المبكر لعديد من الامراض التي يصعب اكتشافها إلا عن طريق التحليل الدقيق، وقد استخدمت في ذلك أحدث الأجهزة والمعدات التي تمكن الطبيب من تحديد الأمراض بدقة.
واسهمت أيضا في تحديد فصيلة الدم، والتي يحدد على أساسها عمليات نقل الدم للمصابين.

### طب الاسنان
استفاد هذا المجال من نواتج التفكير التقني، فظهرت صناعة الاسنان الدائمة والمؤقتة، وظهرت طرق تقويم الاسنان لمعالجة اعوجاجها وطرق حشو الاسنان، وذلك باستخدام أجهزة طبية حديثة، مما ساعد على حل كثير من متاعب وآلام الاسنان وعدم تلوثها.